# Joe Burrow
Joseph Lee Burrow (10 december 1996) is een Amerikaanse American Football-speler voor de Cincinnati Bengals in de National Football League (NFL). Hij speelt als quarterback. Na drie jaar bij de Ohio State Buckeyes speelde Burrow twee jaar voor de LSU Tigers, waar hij in zijn laatste jaar individueel de Heismantrofee won, en met de Tigers het nationaal kampioenschap.

## Amateur carrière

### Ohio State Buckeyes
Het eerste jaar bij Ohio State kwam Burrow als redshirt niet in actie. In de volgende twee jaren, 2016 en 2017, was Burrow de back-up van de startende quarterback J.T. Barrett. In die twee jaar speelde Burrow in 11 wedstrijden voor de Buckeyes, waarin hij 29 van de 39 passes voltooide voor 287 yards, twee touchdowns en geen onderscheppingen. In 2018 speelde Burrow in de spring game van Ohio State, waarin hij 15 van de 22 passes voltooide voor 238 yards en twee touchdowns. Ondanks zijn goede prestatie werd in de wedstrijd ook duidelijk dat hij wederom om de quarterbackpositie zou moeten strijden met J.T. Barrett en Dwayne Haskins. Na de wedstrijd zei hij over zijn gebrek aan speeltijd: Well I came here to play. I didn't come here to sit on the bench for four years. I know I'm a pretty good quarterback. I want to play somewhere. Op 18 mei 2018 maakte Burrow de overstap naar Louisiana State University (LSU).

### LSU Tigers

#### 2018
Bij de LSU Tigers werd Burrow direct de startende quarterback. Hij speelde alle 13 wedstrijden, waarin hij een winst-verliesbalans van 10-3 behaalde. Hij voltooide 219 passes in 379 pogingen voor 2.894 yards, met 16 touchdowns en vijf onderscheppingen. Daarnaast behaalde hij 399 rushing yards, waarin hij zeven touchdowns scoorde. Zijn 3.293 yards in totaal waren het op een na hoogste in de geschiedenis van LSU.

#### 2019
In zijn laatste seizoen bij LSU behaalde Burrow een winst-verliesbalans van 15-0. Hij voltooide 402 passes in 527 pogingen voor 5.671 yards en gooide 60 touchdown passes. Ook behaalde hij 5 rushing touchdowns in 384 rushing yards. Zijn 60 touchdown passes en 65 touchdowns in totaal waren beide NCAA-records voor een quarterback in één seizoen. Daarnaast verbrak hij negen SEC-records voor een quarterback in één seizoen, waaronder zijn 402 passes, 527 pogingen en 5.617 yards.
Na het SEC-kampioenschap behaalde Burrow met de Tigers ook het nationaal kampioenschap, door Clemson met 42-25 te verslaan. Verschillende journalisten bestempelden Burrows seizoen tot de beste van een college quarterback ooit.

## Professionele carrière
Burrow was een van de 58 spelers in de NFL draft van 2020. Hij werd als eerste in de draft geselecteerd door de Cincinnati Bengals. Op 31 juli 2020 tekende hij een vierjarig contract ter waarde van $36.190.000.

### 2021
In 2021 wist Burrow met de Cincinnati Bengals Super Bowl LVI te bereiken. Daarmee bereikten de Bengals voor het eerst sinds 1988 de Super Bowl. In de finale verloren de Bengals van de Los Angeles Rams.